# Центр Вознесенского
Центр Вознесенского — московский музейный, литературный, художественный и театральный центр в отдельном здании.
Независимая институция, которая рассматривает современную культуру через текстуальные практики: от экспериментальной поэзии до бытования слова в искусстве, театре и кино. В Центре проходят художественные выставки, работает театральная лаборатория, проводятся кинопоказы и встречи с авторами..

## История
Создан в 2018 году.

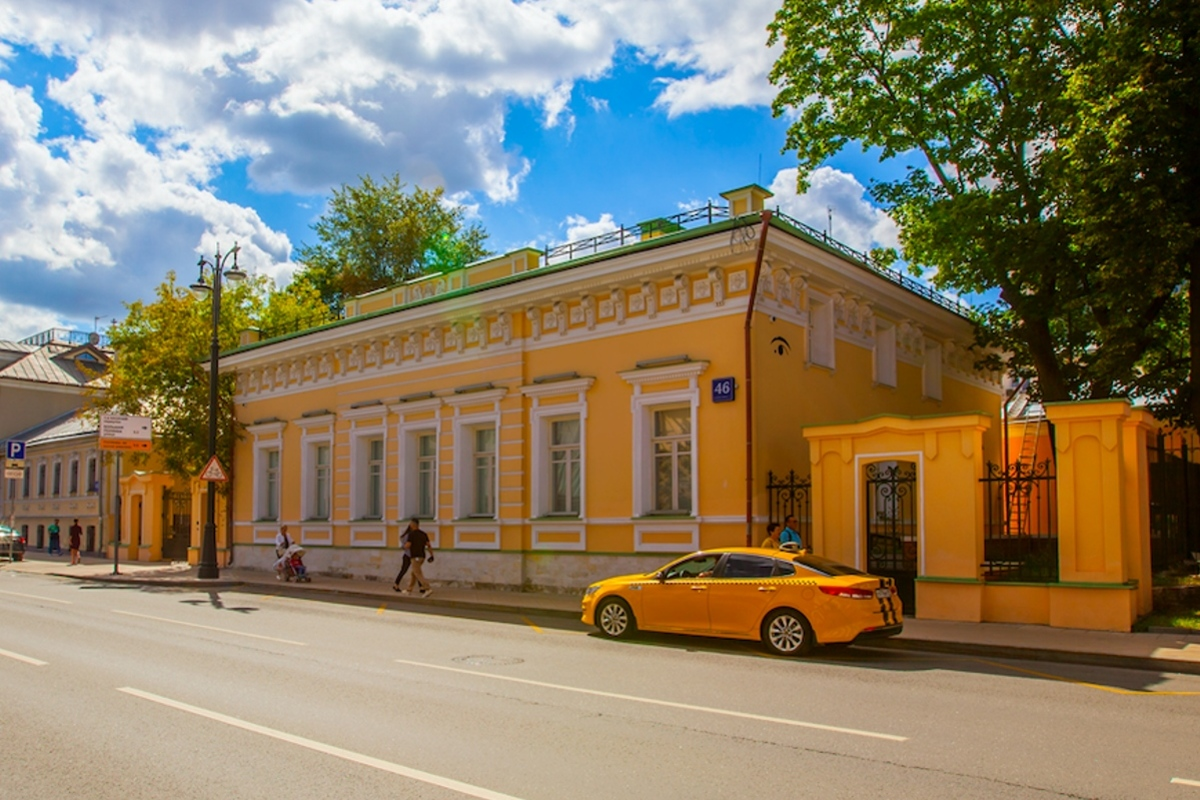
Центр Вознесенского на Большой Ордынке 46 строение 3

Идея создания Центра принадлежит вдове Андрея Вознесенского, Зое Богуславской, и её сыну, Леониду Богуславскому. Место для Центра было выбрано неслучайно — именно в Замоскворечье Вознесенский провёл своё детство, а неподалёку, в Лаврушинском переулке, произошла его знаменательная встреча с Борисом Пастернаком.
С 2018 по 2020 год Центр Вознесенского функционировал как динамичная арт-площадка, посвящённая исследованию новейшей культуры. Вдохновлённый творчеством Андрея Вознесенского и идеями Оттепели, Центр ставил своей задачей объединять новые имена и признанных мастеров российской культуры, концептуальные проекты и интерактивные выставки-инсталляции, литературу XX века и актуальные тексты.
За два первых года было проведено 76 литературных мероприятий, 12 показов спектаклей «В. Е. Р. А.», 37 кинопоказов и 10 концертов. В Центре были представлены выставки: проект «Погружение», «Моя Плисецкая. Вознесенский Новый год», «Им 20 лет», «Поэт и Леди». К истории отношений Андрея Вознесенского и Жаклин Кеннеди-Онассис.
В 2020 году часть программы перешла в онлайн: BLOOMSDAY. Благотворительный марафон и чтения «Улисса» Джойса, марафон в поддержку Юлии Цветковой, 5 онлайн-спектаклей («Американки». Веб-спектакль по новеллам Зои Богуславской, «Мэтью», «Карантин или Крах всего святого» Дмитрия Пригова, онлайн-читка «Казус Клюева», онлайн-трансляция оперы «Де-ба-рр-ка-де-рр»), международный проект «Одной крови» и «Культпросвет» с Валерием Печейкиным. На лендинге «Не в одиночестве» собраны лекции и дискуссии, спектакли и читки, интересные материалы в связке с программой — интервью с режиссёрами и художниками, расшифровки встреч с писателями и поэтами, подборки фильмов, книг и лекций от кураторов программ.

Офлайн состоялись две выставки: «Фотоувеличение» Артура Аристакисяна и «Закрытая рыбная выставка. Реконструкция», попавшая в шорт-листы ключевых российских премий по искусству: «Премия Кандинского» (проект года), Премия «Инновация» (лучший проект года), «Московская Арт Премия» (лучший проект года), Премия Сергея Курёхина (кураторский проект года). 

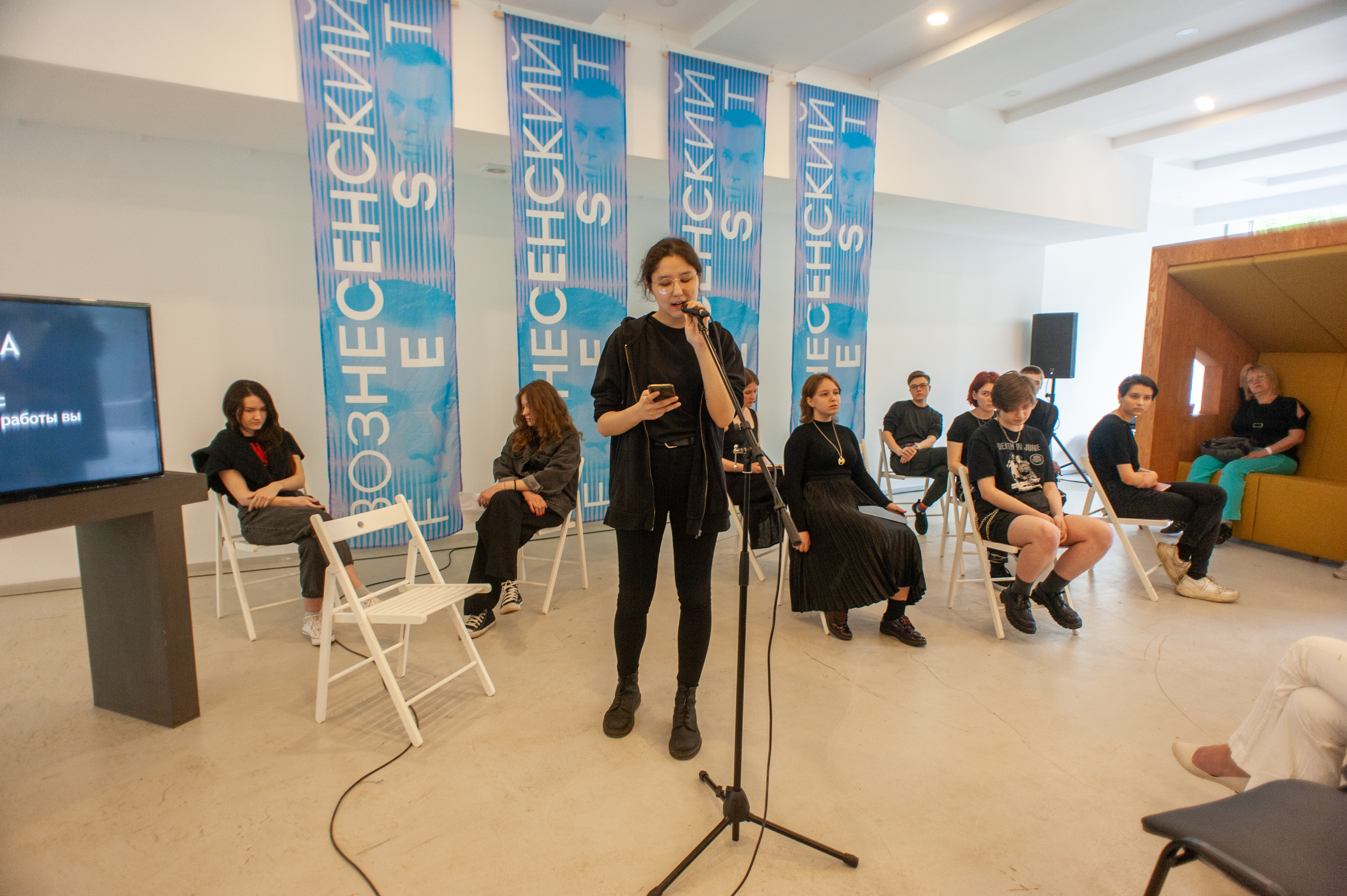
Выступление поэтической студии на Вознесенский FEST

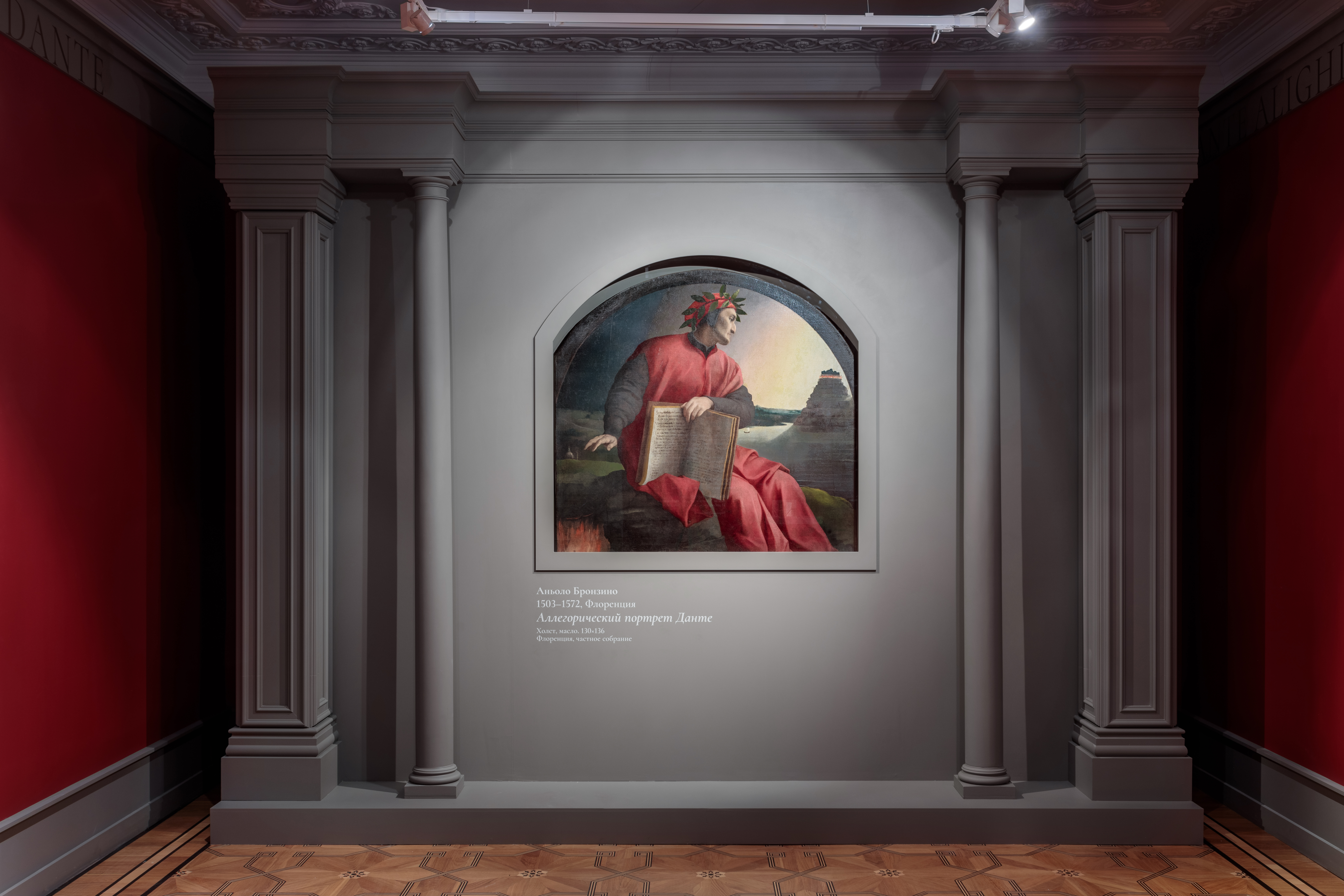
Фрагмент экспозиции выставки «Аньоло Бронзино. Аллегорический портрет Данте» в Центре Вознесенского, 2022. Москва

В 2021 году Центр Вознесенского обновил стратегию и стал текстоцентричной институцией. Каждый проект в любом из направлений — театр, кино, современное искусство, социальная работа, книгоиздание, образование, — опирается на тексты, значимые для современной русскоязычной культуры.
Состоялось 4 выставочных проекта: «Африканские дневники» фотографа и журналиста Виктории Ивлевой, подростковая выставка «Вовремя быть» совместно с Музеем Москвы, выставка «Игра в города» к сорокалетию рок-оперы «Юнона и Авось» на Казанском вокзале, выставка художницы Ники Неёловой  [Ъ] [Ы] [Ь] совместно с Гаражом. Были организованы два литературных фестиваля: Вознесенский FEST в Переделкине и «Курорт» в Комарово, Санкт-Петербург. А также онлайн-проекты: серия лекций «Андрей и Ко». Дмитрий Петров о поэтах «оттепели» и цикл бесед кинокритиков «У каждого свой критик».
20 января 2022 состоялось открытие выставки «Аньоло Бронзино. Аллегорический портрет Данте», куратором которой стала Виктория Маркова, главный научный сотрудник Пушкинского музея. В Центре Вознесенского был представлен портрет Данте кисти Аньоло Бронзино, долгое время считавшийся утерянным, и редкие книжные издания из Библиотеки иностранной литературы. Картина экспонируется в Палаццо Веккьо во Флоренции, но в 2021 совершила мировое турне и была показана в Метрополитен-музее в Нью-Йорке и Государственном Эрмитаже в Санкт-Петербурге.

## Особняк XIX века
Здание, в котором находится Центр Вознесенского, является памятником архитектуры начала XIX века.
Главный усадебный дом и флигель были построены в 1817 году из дерева и оформлены в классическом стиле. Скорее всего, особняк возведён на месте другой усадьбы, сгоревшей в московском пожаре 1812 года.
Владелец дома, Евграф Демидов, был выходцем из влиятельной российской семьи, а его дед Порфирий Акинфеевич был известным меценатом и построил знаменитый Нескучный дворец в Москве. В 1874 году от семьи Демидовых дом перешёл капитану Правдину, благодаря которому здание обрело фасад в стиле классицизм, несколько дополнительных корпусов и пристроек. Некоторые элементы той архитектуры сохранились до сих пор.
Сегодня флигель дома занимает представительство Чувашии в Москве, а в главном доме находится Центр Вознесенского. Центр открылся 12 мая 2018 года, в день рождения поэта.

## Театр, конференции и лекции
В рамках театрального направления в Центре Вознесенского с 2021 года действует лаборатория «Театр vs Текст» — долгосрочный проект, направленный на изучение новых путей взаимодействия текста и театра и сценическое воплощение произведений, далёких от привычного понимания драматического. В планах лаборатории работа с экспериментальными пьесами современных драматургов и изначально «не театральными» текстами — дневниками, прозой, стихами и автобиографическими форматами.

За время её работы было поставлено 4 спектакля.

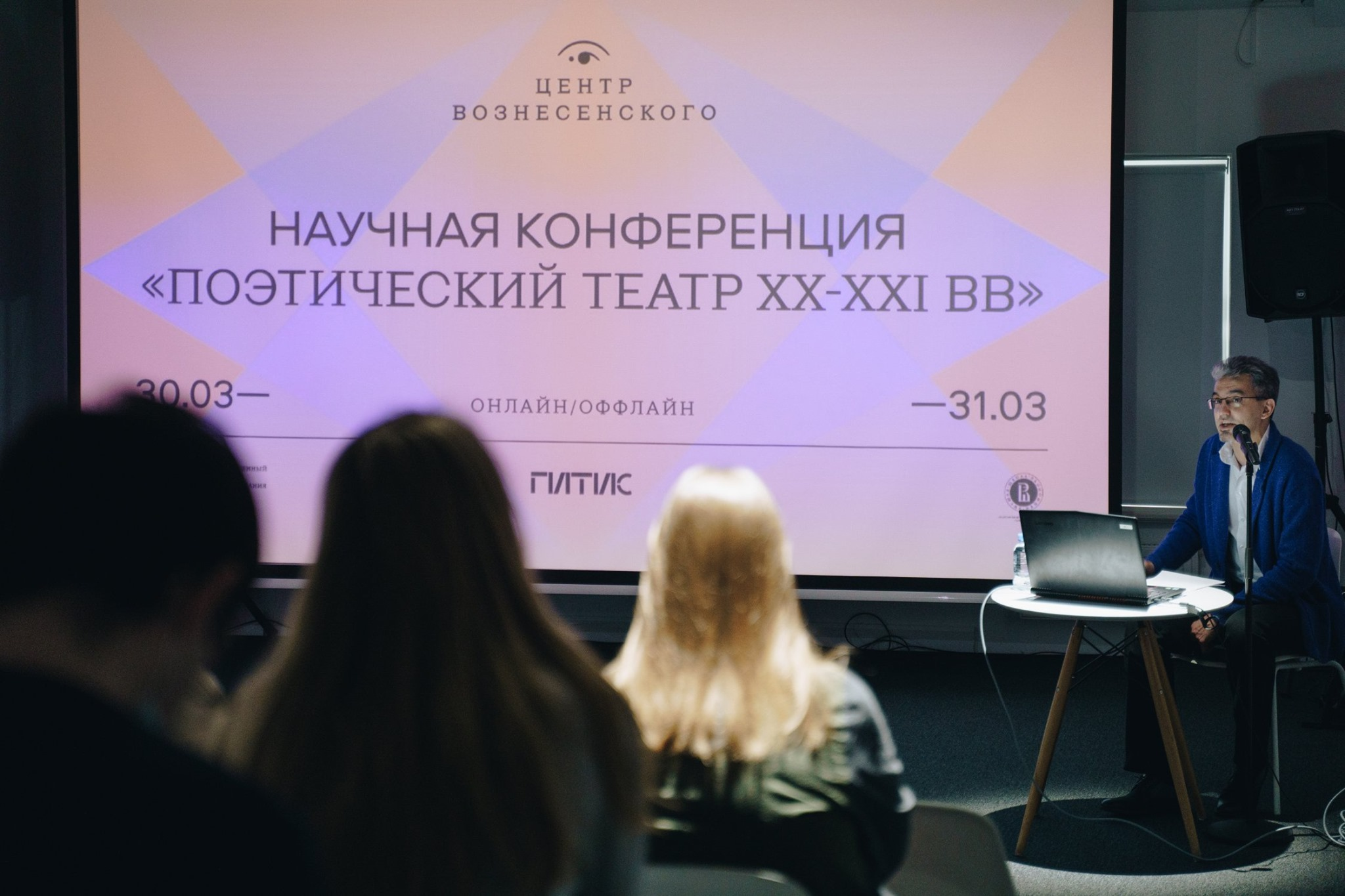
Научная конференция, посвящённая российскому поэтическому театру XX—XXI веков, в Центре Вознесенского, март 2021

В Центре также проходили спектакли, оперы и инсталляции.
В 2024—2025 годах историк искусства Александр Балашов читал серию открытых лекций о советской живописи первой половины XX века.

## Литература

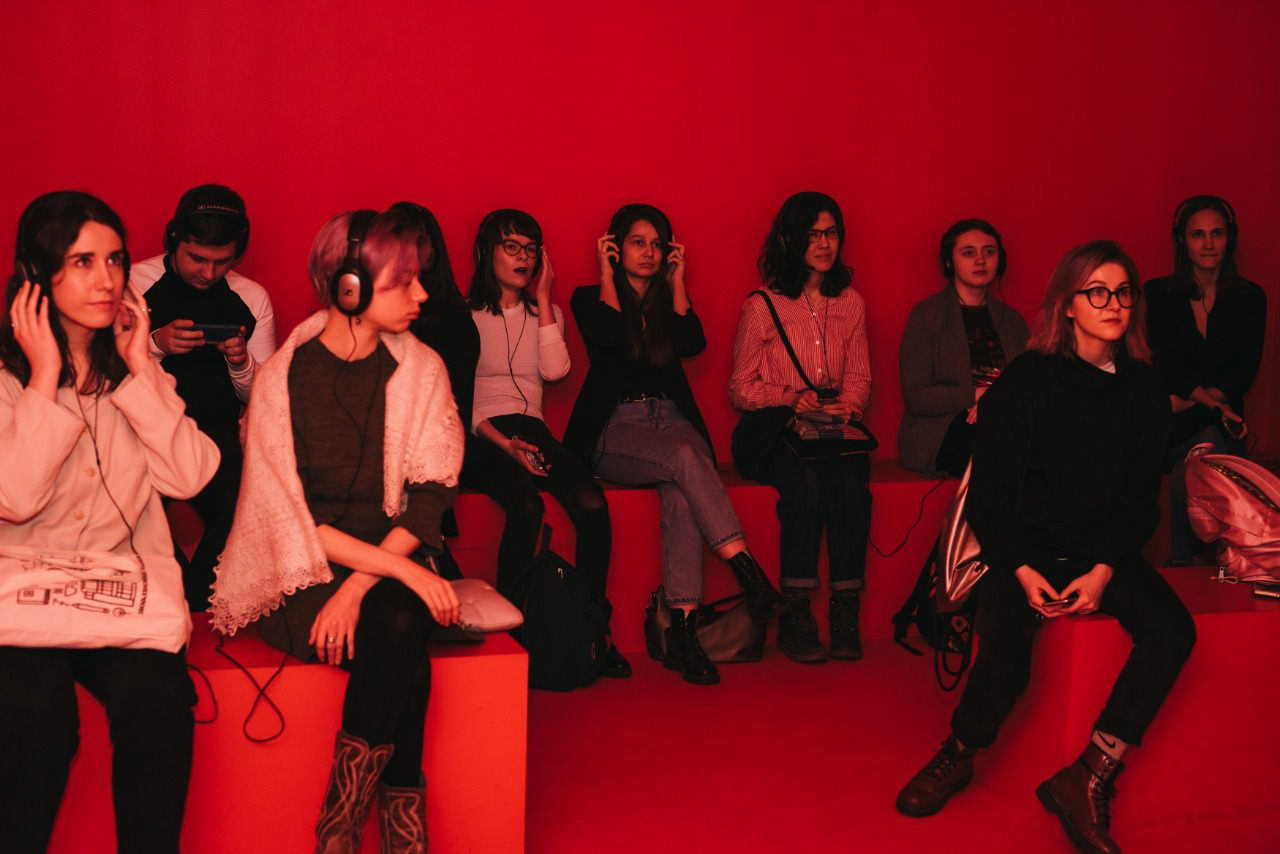

### Поэтическая студия
Поэтическая студия Андрея Вознесенского под руководством Андрея Родионова и Екатерины Троепольской существует с 2018 года. Встречи студии проходят каждую субботу, участники вместе с кураторами читают и обсуждают стихи. Раз в месяц к ребятам в качестве приглашённых спикеров приходят известные лекторы, среди которых режиссёры, драматурги, критики и поэты.

«Это не курсы. Мы ищем товарищей среди молодёжи не на год, а чтобы вместе придумывать и делать проекты в смежных с поэзией областях, например, в современном театре. В то же время мы планируем лекции о поэтах школьной программы, чтобы оживить её восприятие, а также знакомство с современной поэтической ситуацией, совместные культпоходы на поэтические вечера, выставки и спектакли. И, конечно, разговор о вашем творчестве» — Андрей Родионов о программе студии.

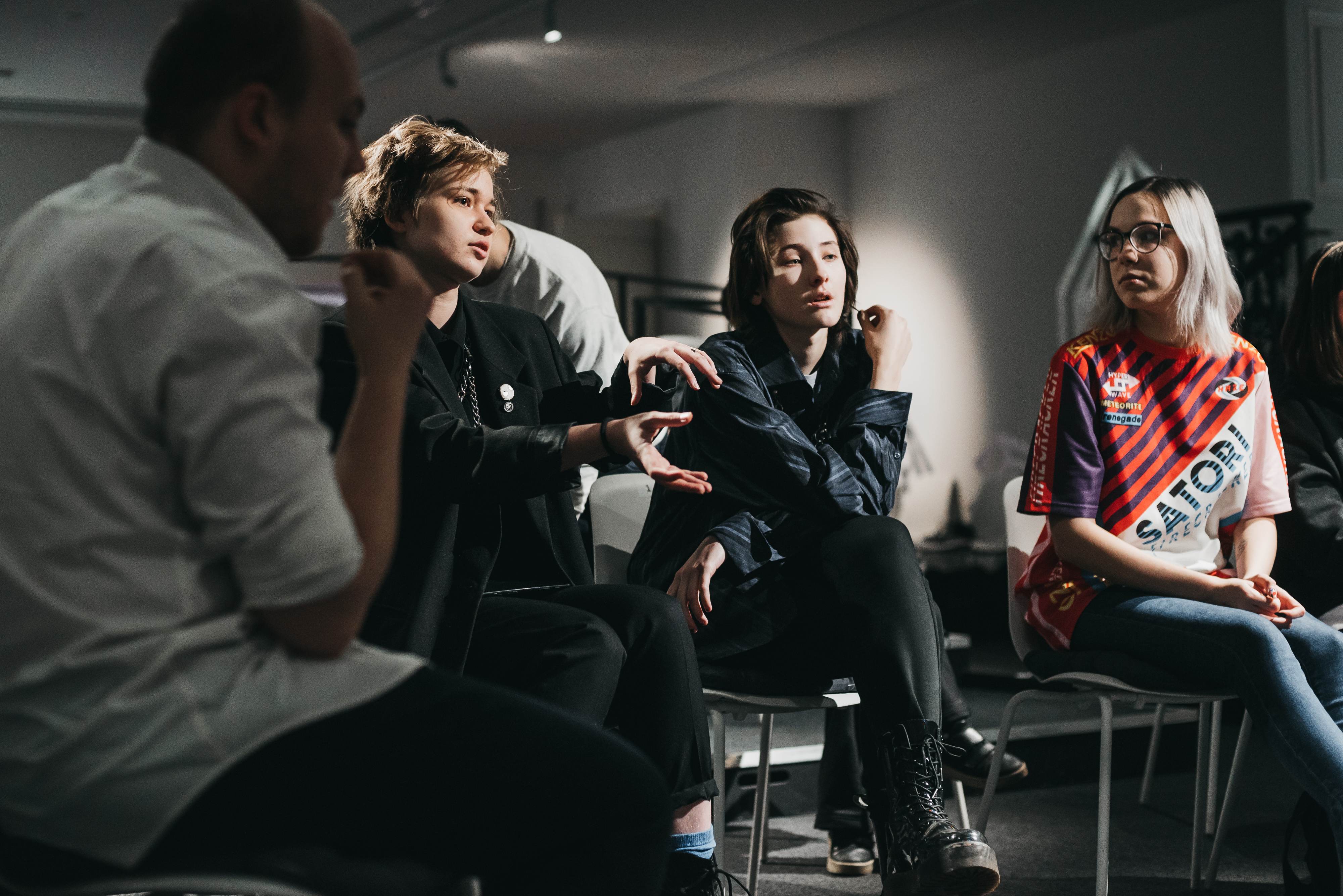
Обсуждение в поэтической студии

Студийцы — постоянные участники театральных и поэтических проектов, в том числе поэтических слэмов. Команды прошлых наборов выступали на сцене МХТ им. Чехова, в Театре.doc, в Переделкине, в Канске и в Туле, на фестивалях «Вдохновение» и «Брусфест» и в чтениях Политехнического музея.

«В названии нашей студии упомянут Андрей Вознесенский. Нам близка его творческая стратегия — работа в смежных с поэзией жанрах и нахождение новых синтетических форм на стыке разных искусств: поэзия и театр, поэзия и кино, поэзия и contemporary art. Это особенность нашей студии — мы не боимся участвовать в различных публичных выступлениях, перформансах и художественных акциях и сами придумываем их, работая на театральных площадках, снимаясь в кино», — рассказывает о Поэтической студии Екатерина Троепольская.

### Издательская программа
Поэтическая серия «Центрифуга» — первый проект. В серии выходят книги современных авторов, отобранные редколлегией. Редколлегия:
- Мария Степанова — поэт, прозаик и эссеист
- Илья Данишевский — поэт и издатель
- Лев Оборин — поэт и литературный критиккнига Лиды Юсуповой «Шторка»

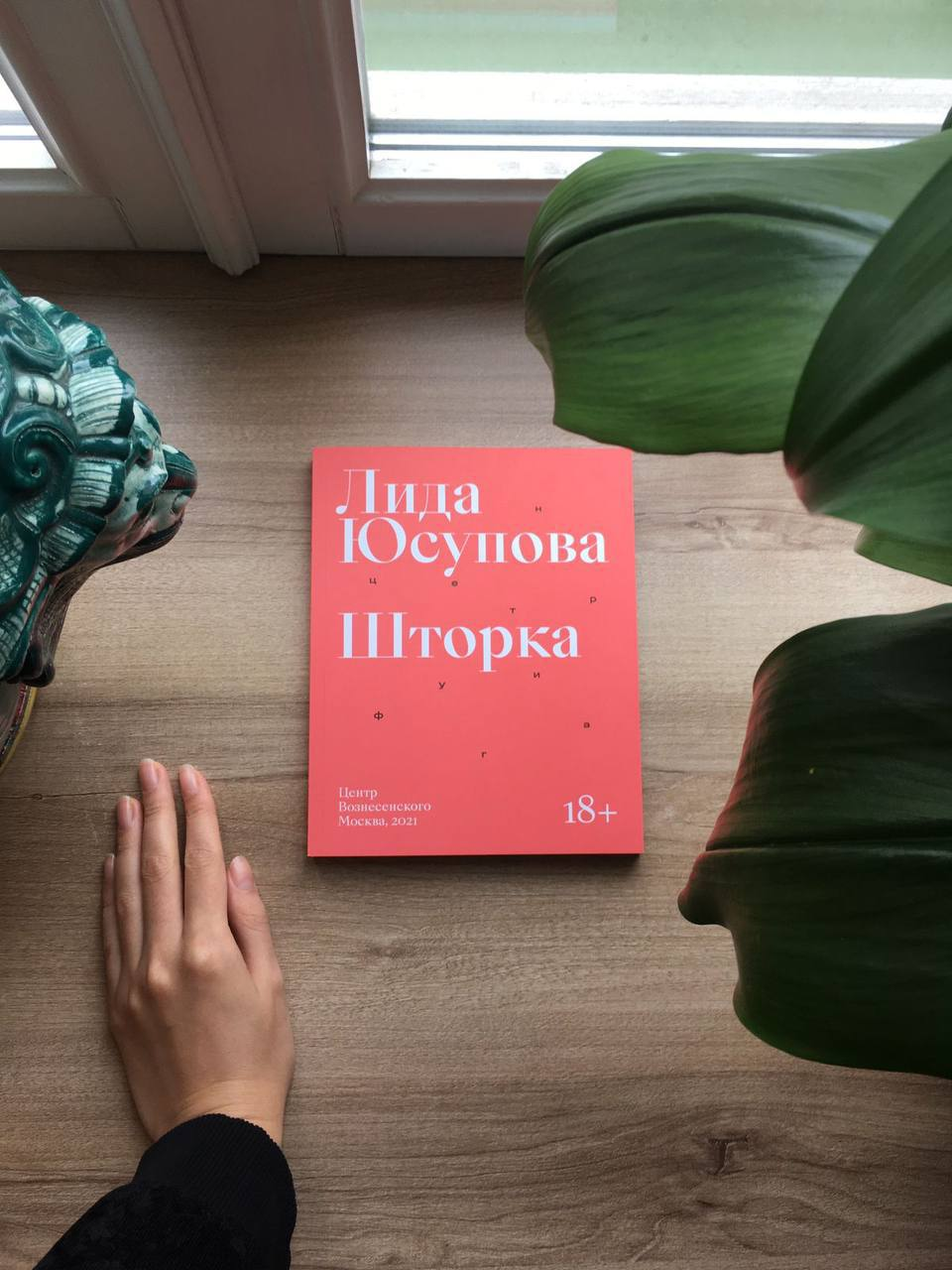
книга Лиды Юсуповой «Шторка»

«„Центрифугу“ интересуют высказывания неочевидные, пограничные — но сильные; стихи, в которых есть потенциал расширить не только поэтическое поле, но и наше представление о самих себе» — Редколлегия

В серии уже вышли книги:
- Анна Глазова «Лицевое счисление»
- Ростислав Амелин «Мегалополис Олос»
- Галина Рымбу «Ты — будущее»
- Василий Бородин «Клауд найн»
- Линор Горалик «Мойра Морта мертва»
- Сергей Уханов «Базель»
- Инна Краснопер «Нитки торчат»
- Полина Барскова «Натуралист»
- Лида Юсупова «Шторка»

Первый зин «Моя Плисецкая. Вознесенский новый год» был издан в 2018—2019 годах по результатам тотальной инсталяции.
В 2020 году вышел сборник воспоминаний и эссе под редакцией Сергея Николаевича «Поэт и леди. К истории отношений Жаклин Кеннеди-Онассис и Андрея Вознесенского».
В 2021 году вышел каталог «По поводу Африки» авторства Викторией Ивлевой, под кураторством Евгения Березнера и сборник статей по результатам проведения Первой научной конференции «Поэтический театр в России XX—XXI веков», проходившей в Москве 30-31 марта 2021 года, организованной Центром Вознесенском при поддержке Российского института театрального искусства — ГИТИС, Государственного института искусствознания (ГИИ) и Национального исследовательского университета «Высшая школа экономики» (НИУ ВШЭ). Поэты Сергей Уханов и Никита Сунгатов, художники Кирилл Гатаван и S_S подготовили зины к фестивалю «Курорт», которые можно было приобрести на книжной ярмарке. К выставке «Аньоло Бронзино. Аллегорический портрет Данте» совместно с Итальянским институтом культуры в Москве и Всероссийской государственной библиотекой иностранной литературы имени М. И. Рудомино под ответственным редакторством Виктории Марковой и научной консультацией Ольги Седаковой вышел сборник «Данте в веках. La Divina Commedia в культурной традиции Европы и России».